# Muzsla (település)
Muzsla (szlovákul Mužla) község Szlovákiában, a Nyitrai kerületben, az Érsekújvári járásban. Kismuzsla, Csenke és Szentgyörgyhalma tartozik hozzá.

## Fekvése
Párkánytól 10 km-re nyugatra fekszik, a Muzslai-patak mellett. 5196 hektáros kataszteri területe délen a Dunáig terjed, nyugaton a Csenkei-erdő legnagyobb része is Muzslához tartozik.
Muzslát érinti a 63-as főút Komáromot Párkánnyal összekötő szakasza, valamint a Párkány–Érsekújvár közötti 509-es főút (ez utóbbi a falutól mintegy 2 km-re északra halad). Mellékutak kötik össze Bélával (6 km) és Bátorkeszivel (15 km). Vasútállomása van a a Pozsony–Budapest fővonalon.
Nyugatról Karva, északnyugatról Búcs és Köbölkút, északról Sárkányfalva, Béla és Libád, északkeletről Kőhídgyarmat, keletről Ebed községekkel határos. Déli határát a Duna alkotja, a szemközti oldalon Lábatlannal és Nyergesújfaluval. Északi határának egy részét az 509-es út alkotja.
Muzsla négy kataszteri területre oszlik:
- Muzsla
- Kismuzsla (Malá Mužla)
- Szentgyörgyhalma (Jurský Chlm)
- Csenke (Čenkov)

## Élővilága
Muzslán három különböző gólyafészket is észleltek. 2011-ben 5, 2012-ben 4, 2013-ban 5, 2014-ben 3, 2015-ben 2, 2018-ban 2, 2020-ban és 2022-ben 3, 2024-ben 4 fiókát számoltak össze az egyik fészekben. 2023-ban újabb fészek épült, melyben 3 fiókát, 2024-ben 5 fiókát neveltek fel.

## Története
Területén már az újkőkorszakban is éltek emberek. A vonaldíszes kerámiák népének, valamint a zselizi kultúra tárgyi emlékei kerültek itt elő.
A község környékén két kisebb méretű ideiglenes római katonai tábor nyomait fedezték fel. 1156-ban Mosula néven említik először, neve a szláv „Mužilo” személynévből származhat. A Csenke major területén, a Duna partján egykor földvár állt, amelynek nyomai 1720 körül még jól látszottak. 1325-ben Muslai Jakab fogott bíraként szerepelt.
A falu Szűz Mária tiszteletére szentelt templomát 1332-ben említi először a pápai tizedjegyzék, de valószínűleg ennél sokkal régebbi. 1337-ben már Kismuzslát is megemlítik, melynek Szent István tiszteletére szentelték templomát. Mindkét Muzsla ekkor az esztergomi érsek birtoka. 1550-ben négy adózó portája volt a községnek. 1570-ben az esztergomi szandzsák török adóösszeírásában Nagymuzsla 60 házzal szerepel, míg Kismuzsla ekkor már lakatlan. 1594-ben négy és fél portája létezett. 1622-ben ismét két faluként említik Alsó- és Felsőmuzsla néven, ekkor hét portája állt. 1647-ben a porták száma kilenc volt.
Vályi András szerint "MUZSLA. Magyar falu Esztergom Várm. földes Ura az Esztergomi Érsekség, lakosai katolikusok, fekszik a’ Dunához közel, földgye jó, legelője elég, fája mind a’ két féle van, szőleje számos, el adásra jó módgya a’ Dunán, és Esztergomban, réttyét, és legelőének egy részét néha a’ Duna meg őnti."
Fényes Elek szerint „Muzsla, magyar falu, Esztergom, az uj r. sz. Komárom vgyében, Esztergomhoz nyugotra 1 órányira, 2000 kath. lak., paroch. templommal, gyógyszertárral, tisztiházzal. Róna határa első osztálybeli, s a lakosok birnak 1919 hold első, 958 3/4 hold második osztálybeli szántóföldet, 371 h. rétet, 1401 2/3 kapa szőlőt; van igen jó legelője és erdeje is. Birja az esztergomi érsek.”
Trianonig Esztergom vármegye Párkányi járásához tartozott, 1909-ig annak székhelye volt. 1938 és 1944 között – az I. bécsi döntés következtében – ismét magyar fennhatóság alá került. 1946-ban az elsők között innét tervezték deportálni a magyarokat Csehországba.

## Népessége
| Év:            | 1994. | 2004.   | 2014.   | 2024.   |
| -------------- | ----- | ------- | ------- | ------- |
| Emberek száma: | 1995  | 1965    | 1886    | 1838    |
| Eltérés:       |       | -1,50 % | -4,02 % | -2,54 % |

| Év:            | 2023. | 2024.   |
| -------------- | ----- | ------- |
| Emberek száma: | 1861  | 1838    |
| Eltérés:       |       | -1,23 % |

- 1880-ban 2526 lakosából 2434 magyar és 13 szlovák anyanyelvű volt.
- 1890-ben 2696 lakosából 2663 magyar és 25 szlovák anyanyelvű volt.
- 1900-ban 2908 lakosából 2901 magyar és 2 szlovák anyanyelvű volt.
- 1910-ben 2942 lakosából 2934 magyar és 3 szlovák anyanyelvű volt.
- 1921-ben 3088 lakosából 2999 magyar és 64 csehszlovák volt.
- 1930-ban 3114 lakosából 2811 magyar és 231 csehszlovák volt.
- 1941-ben 3026 lakosából 2979 magyar és 18 szlovák volt.
- 1970-ben 2815 lakosából 2458 magyar és 345 szlovák volt.
- 1980-ban 2484 lakosából 2117 magyar és 345 szlovák volt.
- 1991-ben 2070 lakosából 1755 magyar és 267 szlovák volt.
- 2001-ben 1937 lakosából 1640 magyar és 268 szlovák volt.
- 2011-ben 1923 lakosából 1427 magyar, 380 szlovák, 9 cseh, 8 cigány és 94 ismeretlen nemzetiségű volt.[10]
- 2021-ben 1912 lakosából 1464 (+102) magyar, 307 (+36) szlovák, 42 (+5) cigány, 19 (+2) egyéb és 80 ismeretlen nemzetiségű volt.[11]

## Oktatás, kultúra

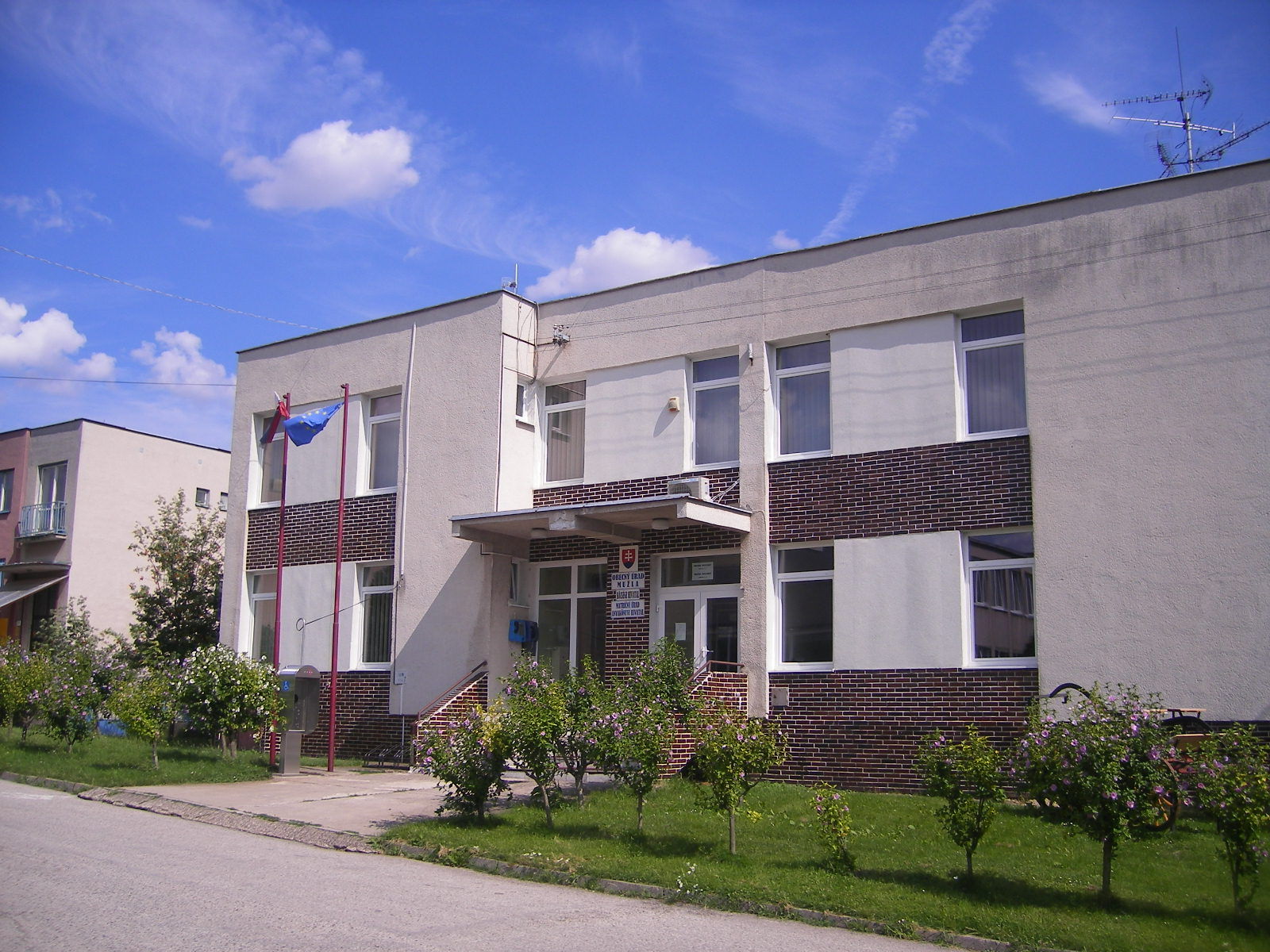
A községi hivatal épülete

- Endrődy János Alapiskola és Óvoda – a magyar nyelvű alapiskolában mintegy 150 gyerek tanul.[12] 2002-ben vette fel az 1856-ban elhunyt kántortanító, Endrődy János nevét.[13]

## Híres emberek
- Itt született Nagy Márton (1804–1873) bölcseleti doktor, kegyes tanítórendi áldozópap és tanár, a Magyar Tudományos Akadémia levelező tagja.
- Itt született Mészáros Imre (1811–1865) esztergomi kanonok, egyháztörténész, az MTA levelező tagja.
- Itt született Barak László (1953) felvidéki költő, író, publicista, novellista, közíró.
- Itt szolgált Maszlaghy Ferenc esztergomi prépost-kanonok, választott püspök.
- Itt szolgált Ürge Ignác (1840–1898) lazarista szerzetes és hittérítő Kínában.
- Itt szolgált Csicsay Alajos (1938) pedagógus, író, szakíró.
- Itt gyűjtött Majer István nagyprépost.
- Pató Pál (1795. június 7. – 1855. április 28.)

## Nevezetességei
- Kisboldogasszony tiszteletére szentelt római katolikus temploma 1737-ben épült.
- A katolikus templom mellett álló Szentháromság-szobrot 1912-ben állították.
- Az 509-es út mellett álló határkeresztet 1779-ben állították.
- A két világháború áldozatainak emlékműve a falu központjában levő parkban áll. Nagy János hetényi szobrászművész alkotását 1997-ben avatták fel.
- Az alapiskola épülete (homlokzatán a magyar címerrel) 1912-ben épült.[14]
- Szent Flórián szobra.
- A Csenkepuszta melletti füves puszta élővilágáról, ritka fajairól nevezetes. Megél itt a homoki nőszirom, a homoki kikerics, a báránypirosító, a szártalan csüdfű, a homokviola, a homoki ternye is, a csikófark pedig az egész Felvidéken csak itt fordul elő. Ugyancsak Csenke mellett található egy erdős puszta is, ahol megtalálható a fekete kökörcsin, a kései szegfű, a borkóró, a magyar kutyatej, valamint a vetővirág, amelynek a világon ez a legészakabbi előfordulási helye.[15]
- A szőlőhegyen több mint 300 pinceépület található.

## Képtár

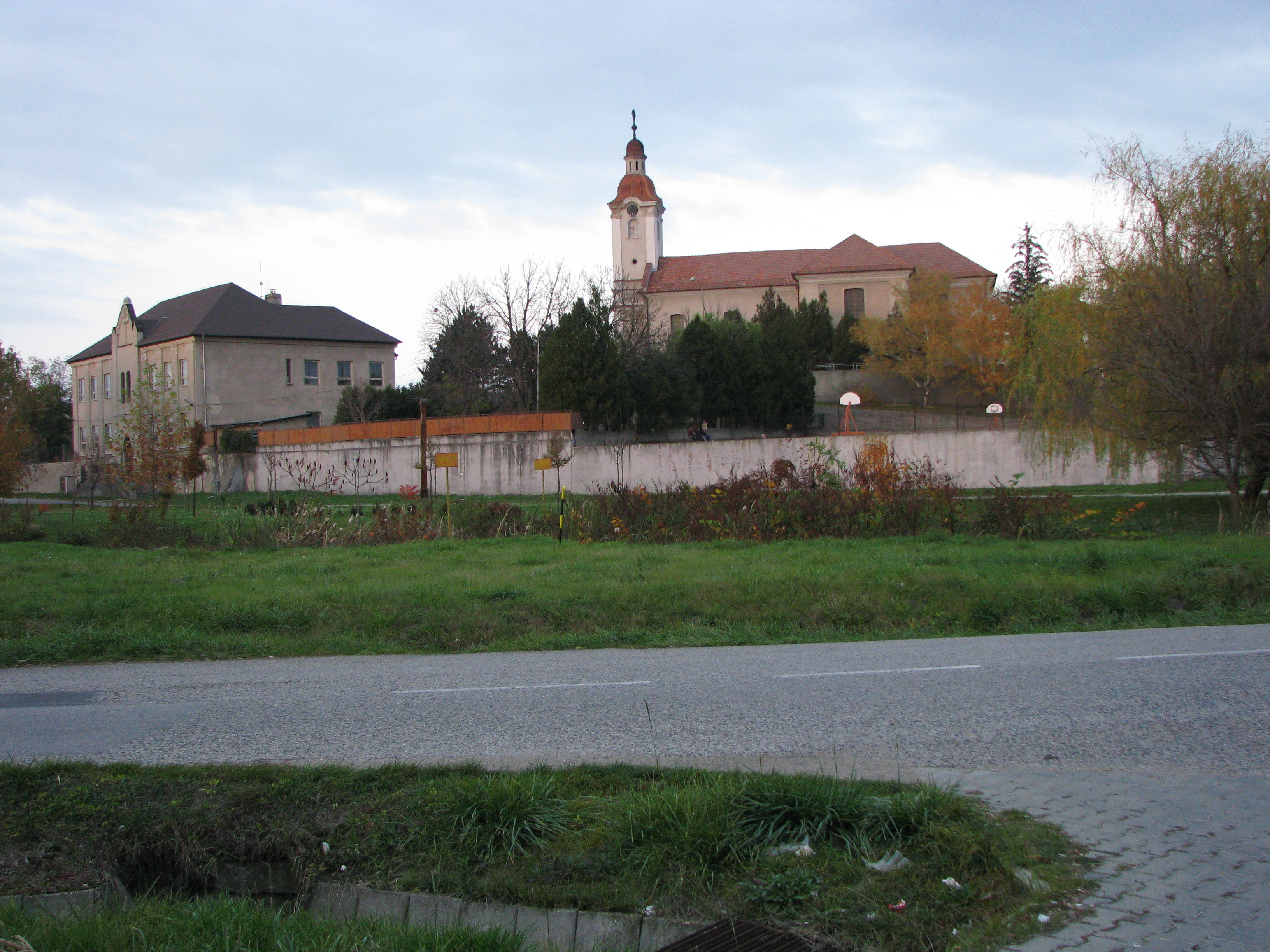
Muzsla központjában
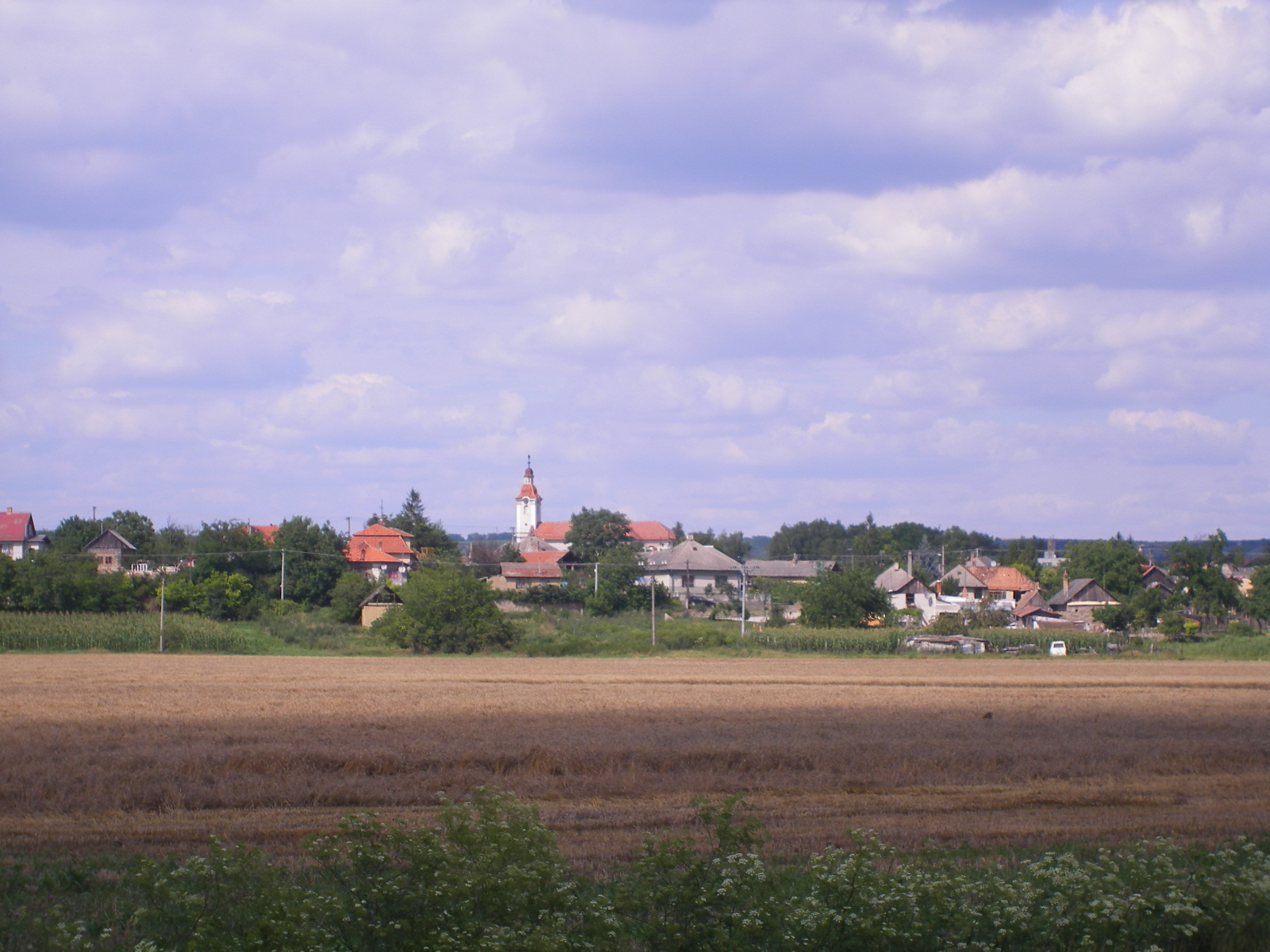
Muzsla látképe nyugat felől
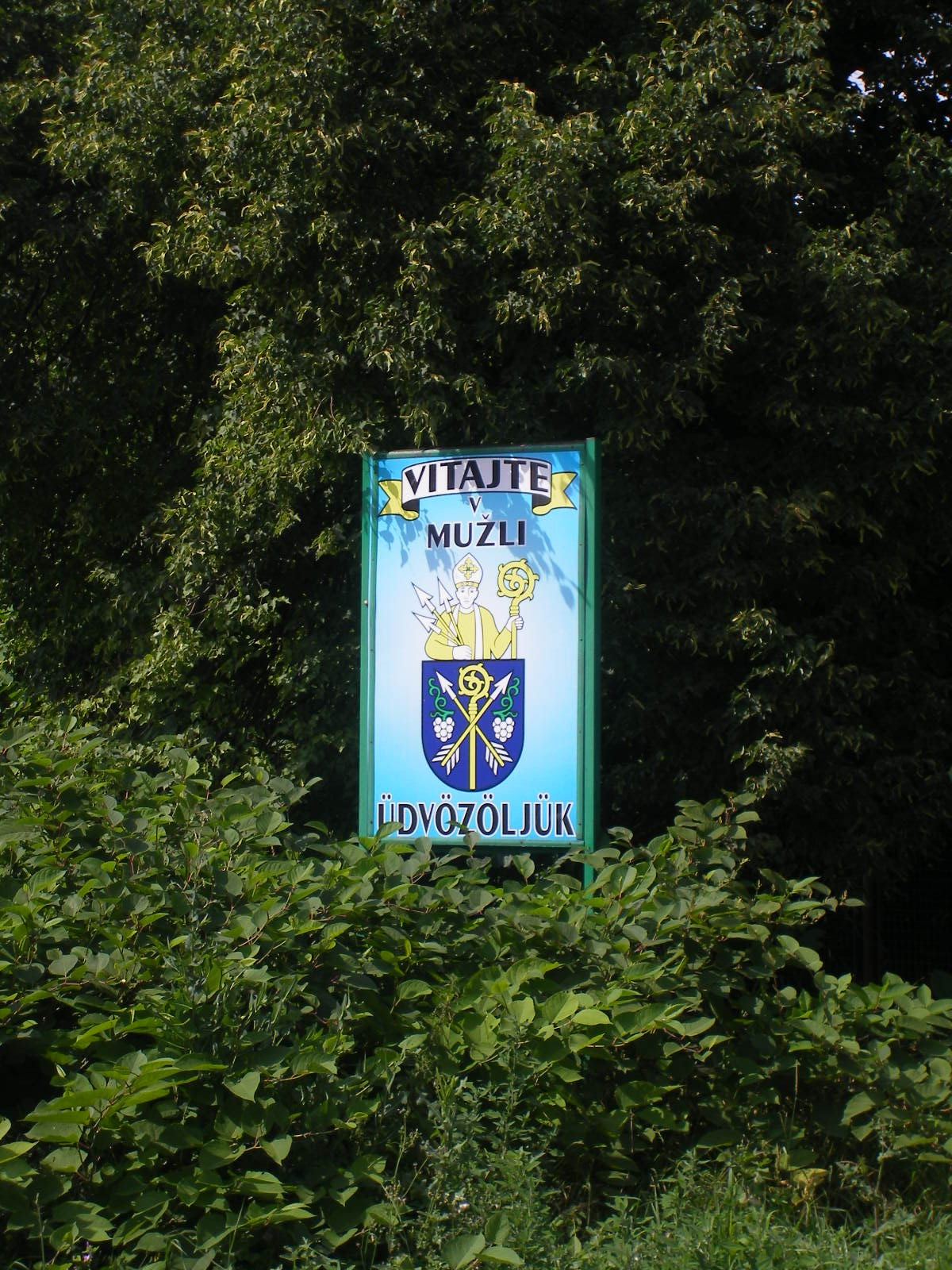
Címeres falutábla
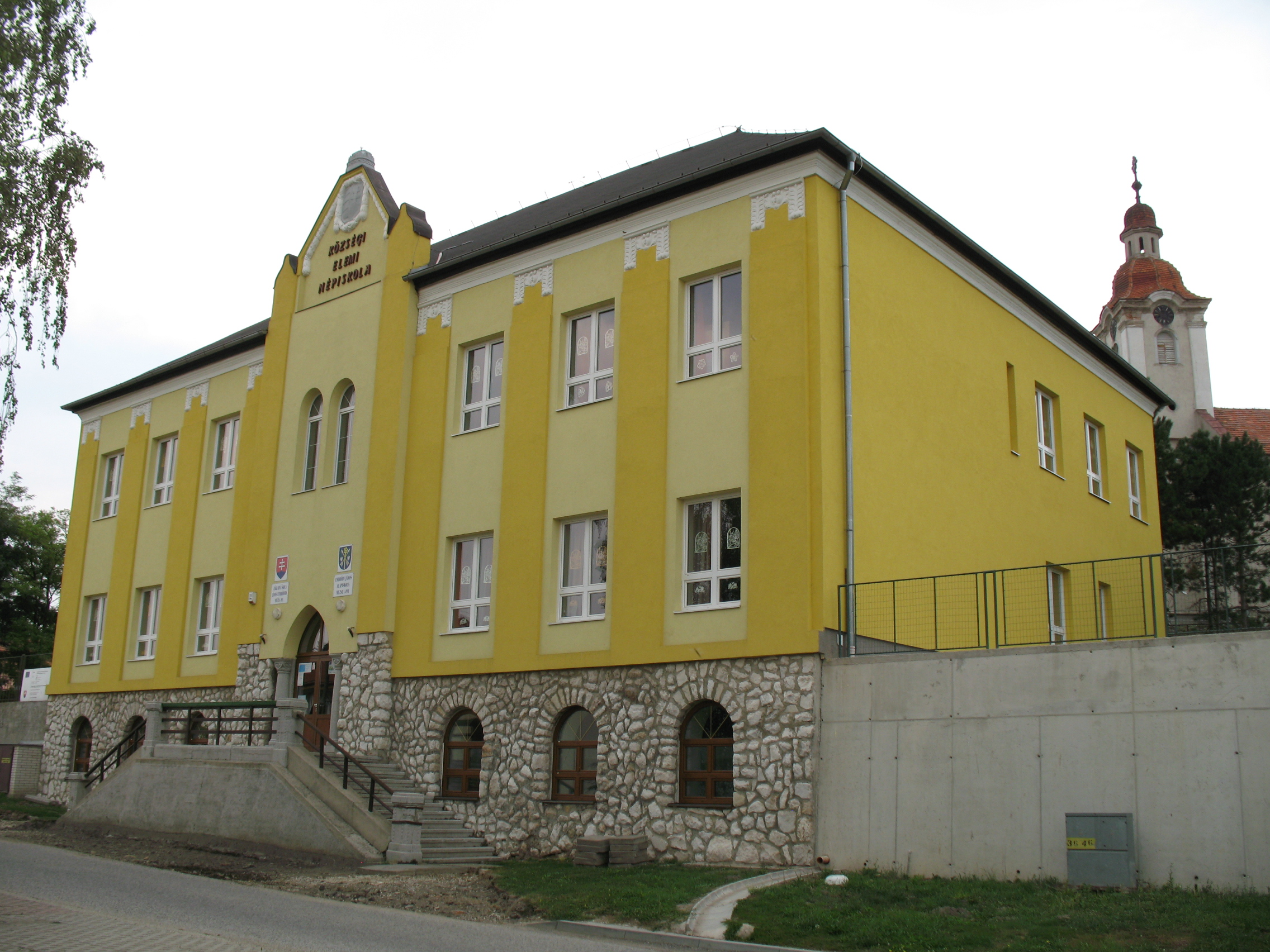
Az Erdődy János Alapiskola a felújítás után
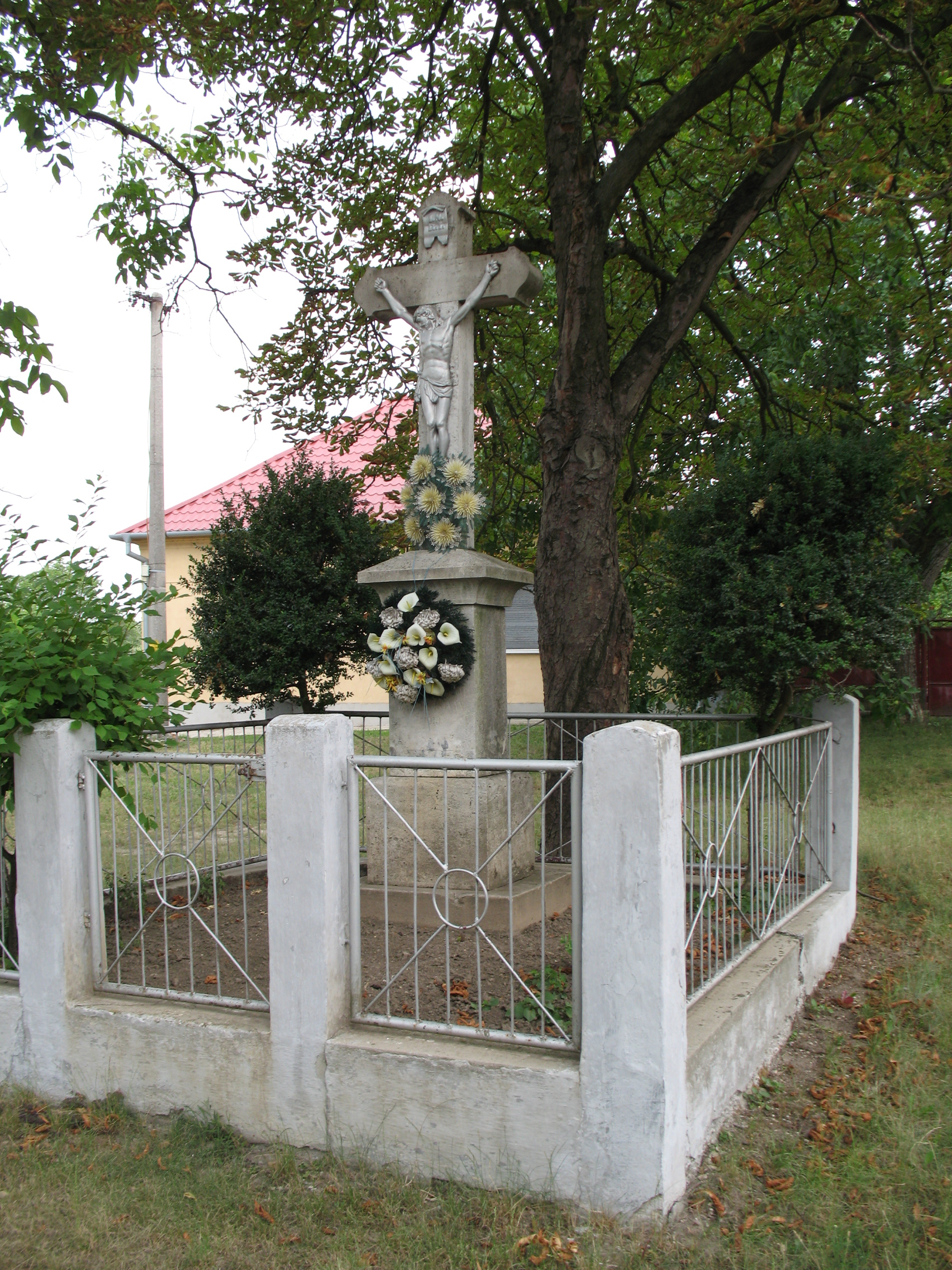
Kereszt 1913-ból
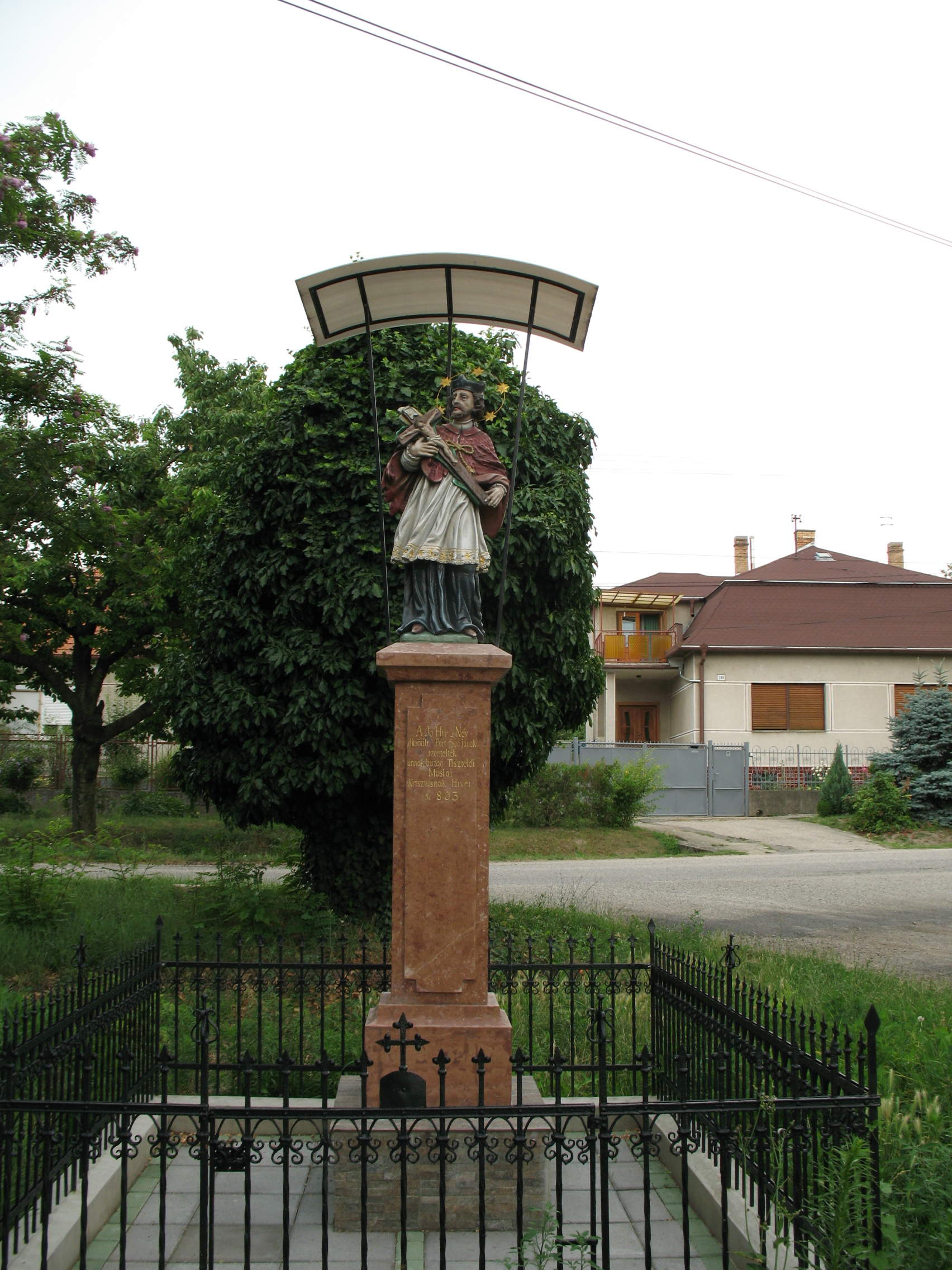
Nepomuki Szent János szobra
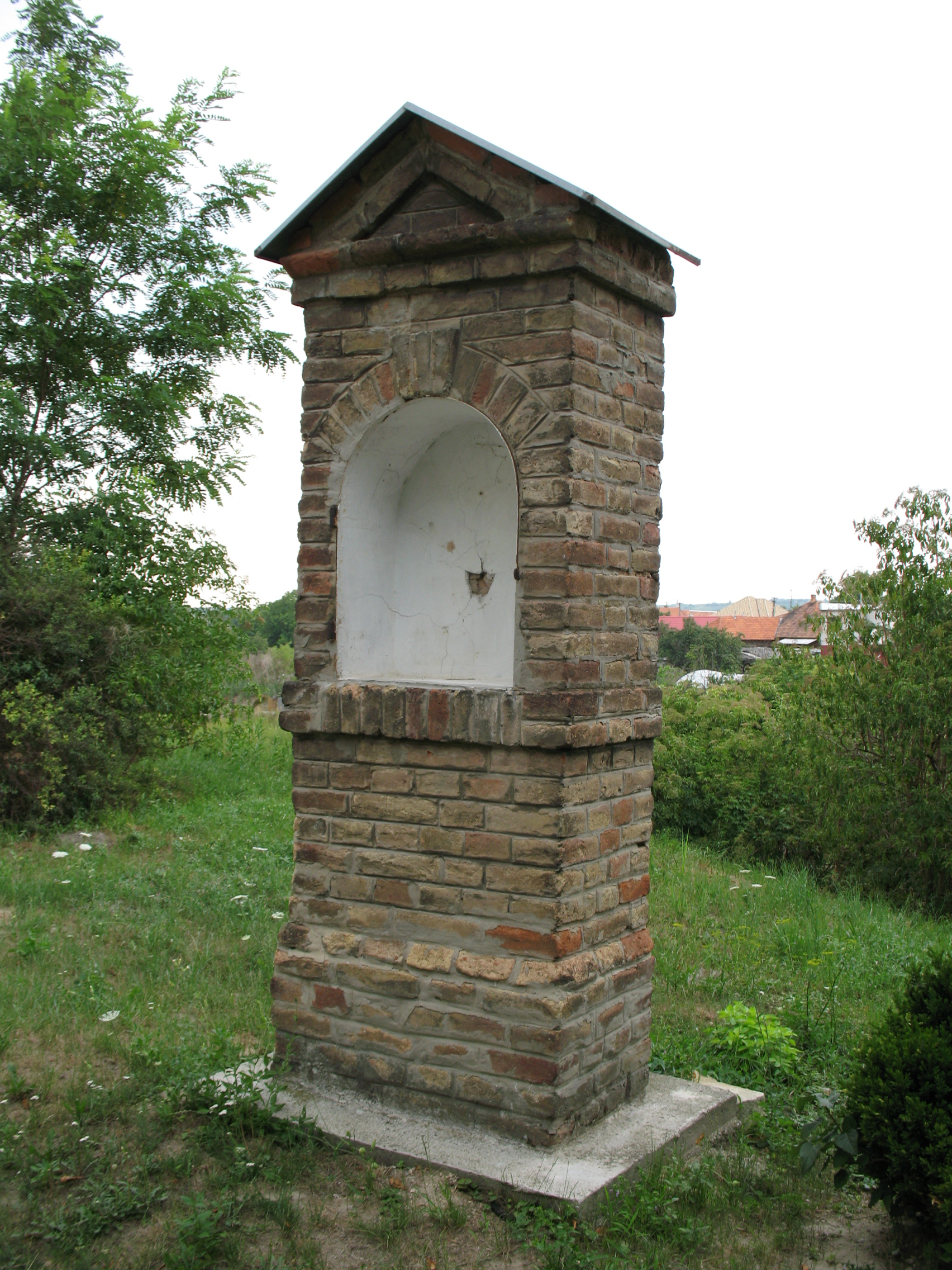
Kegytartó fülke a templomdombon
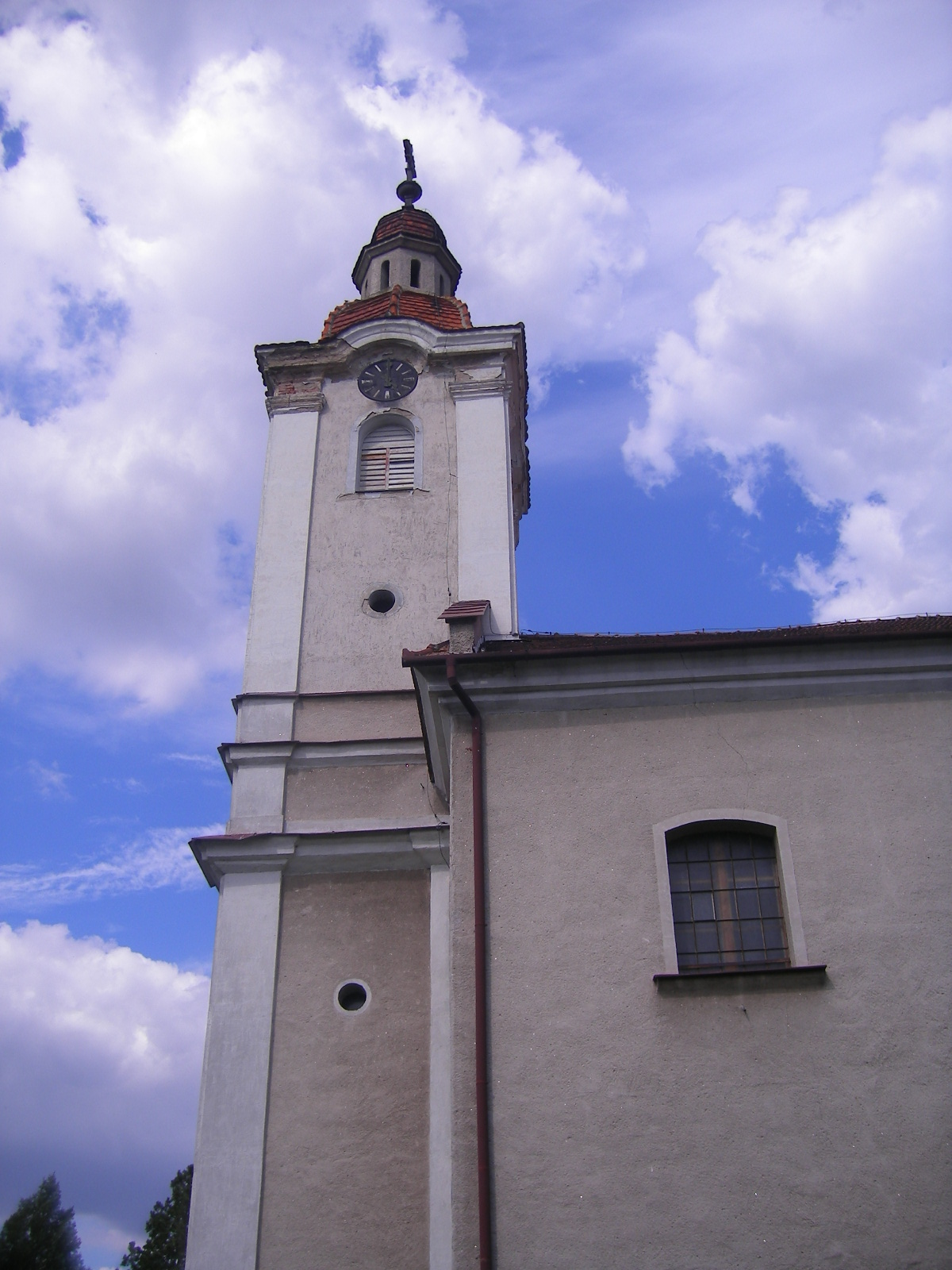
A katolikus templom
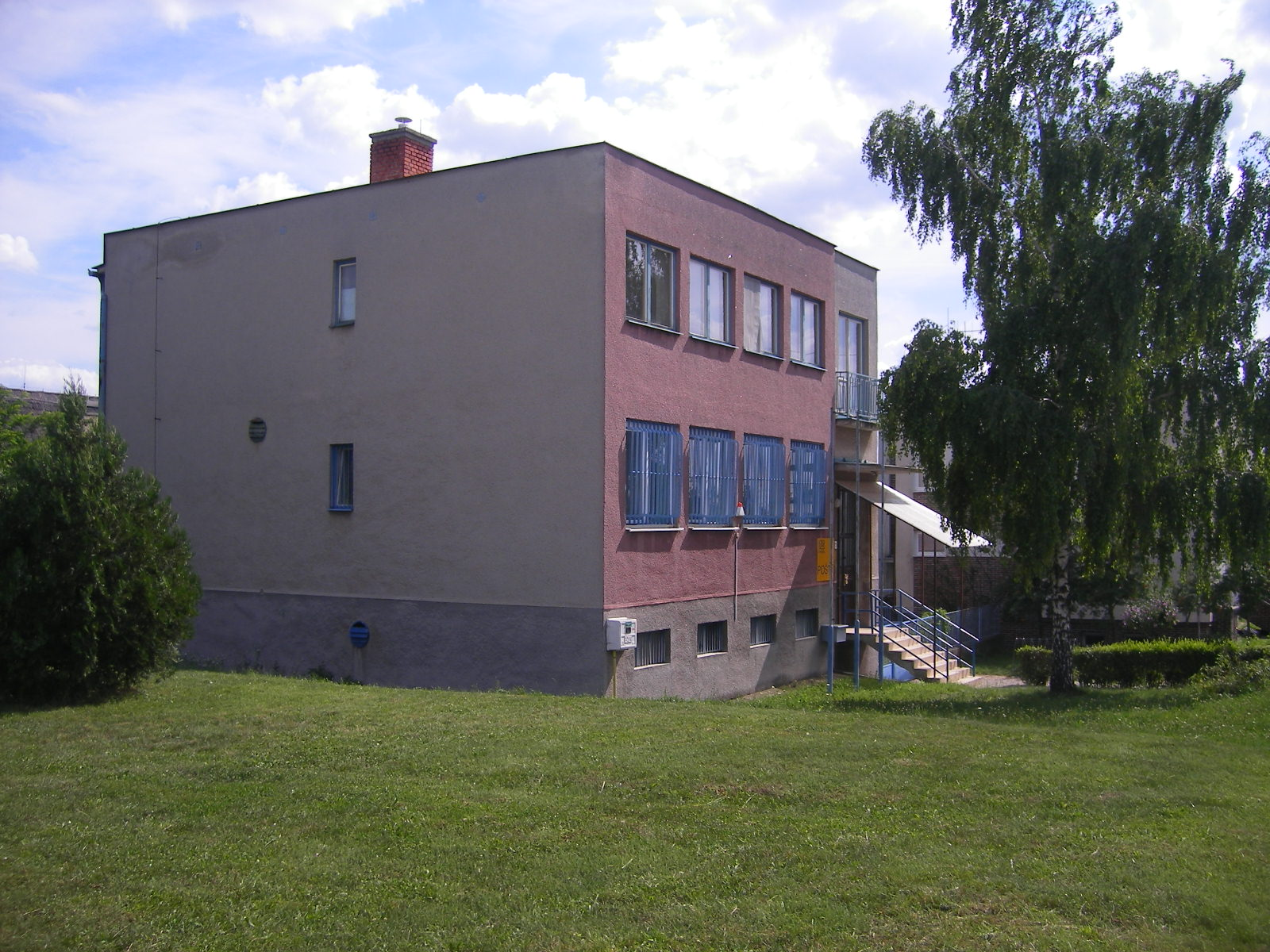
Postahivatal
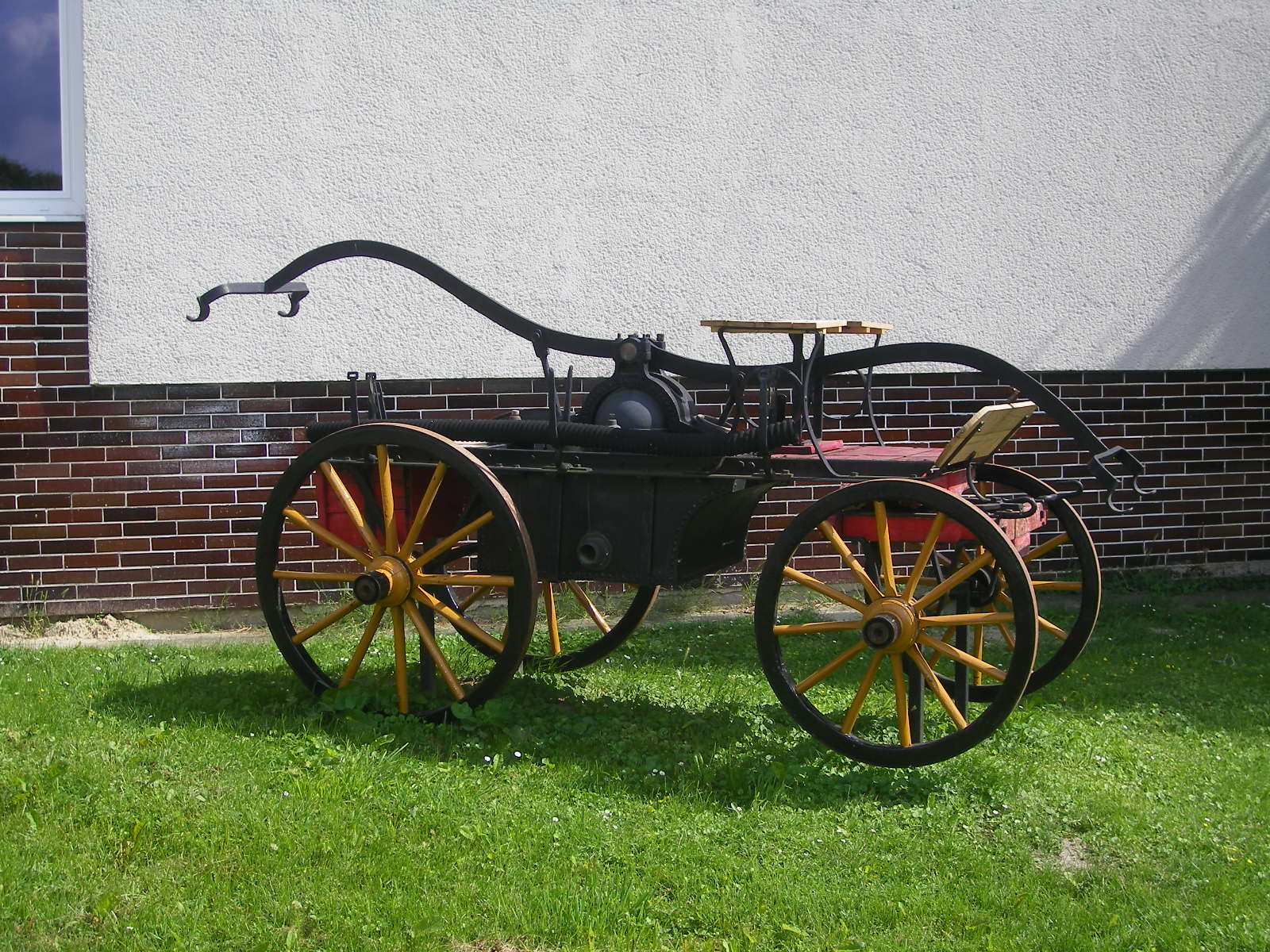
Régi tűzoltókocsi a községháza előtt
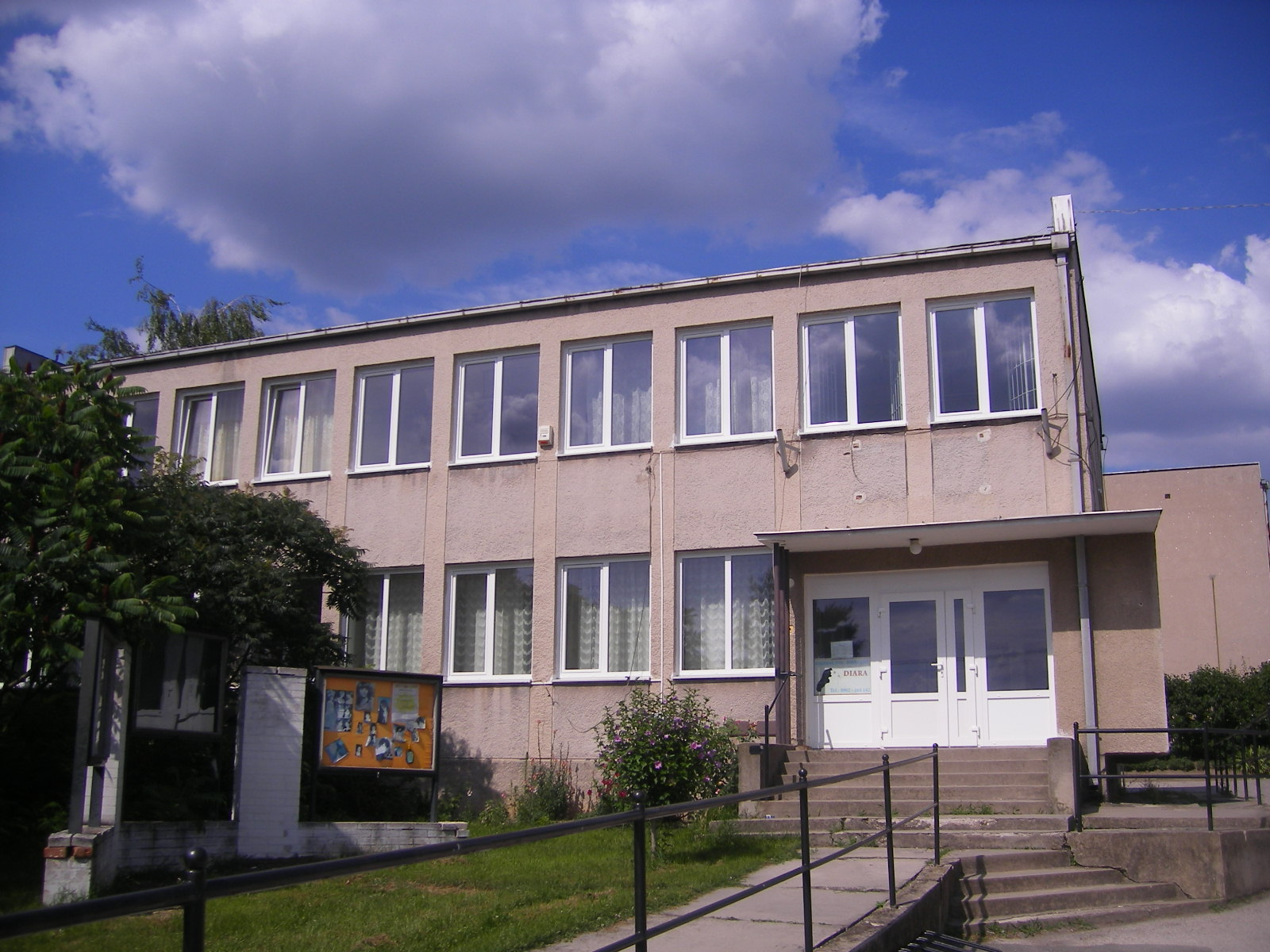
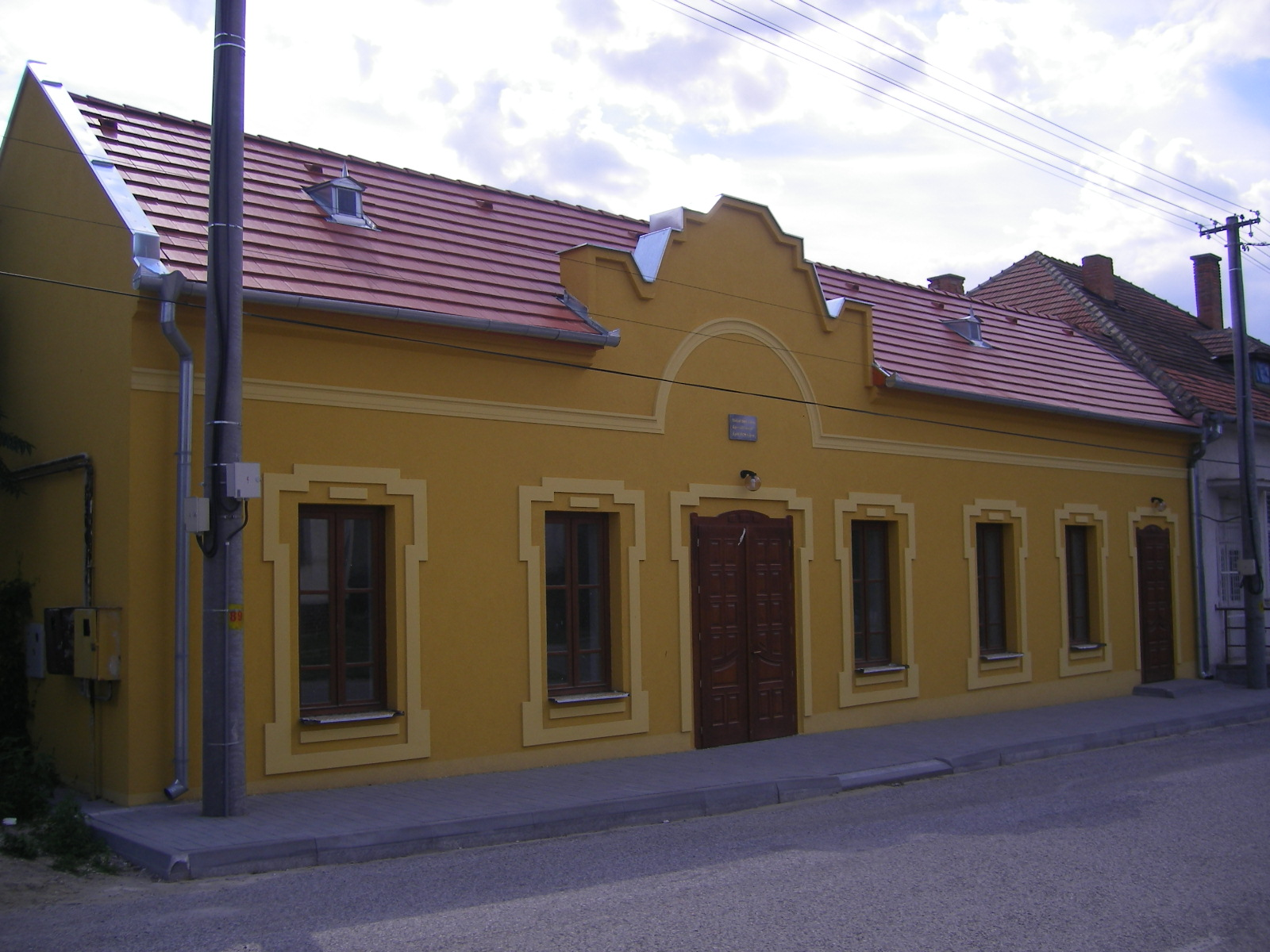
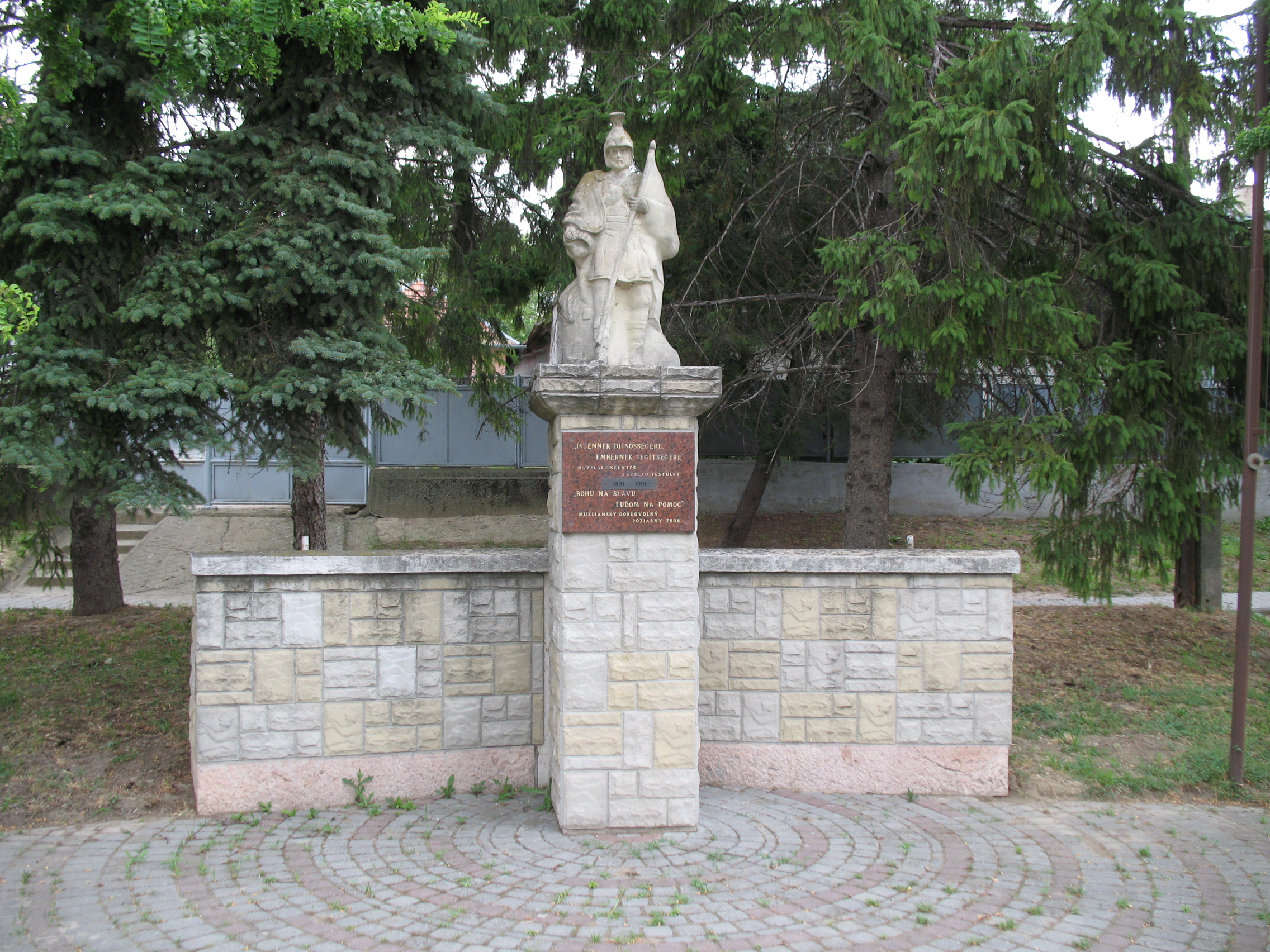
Szent Flórián szobra
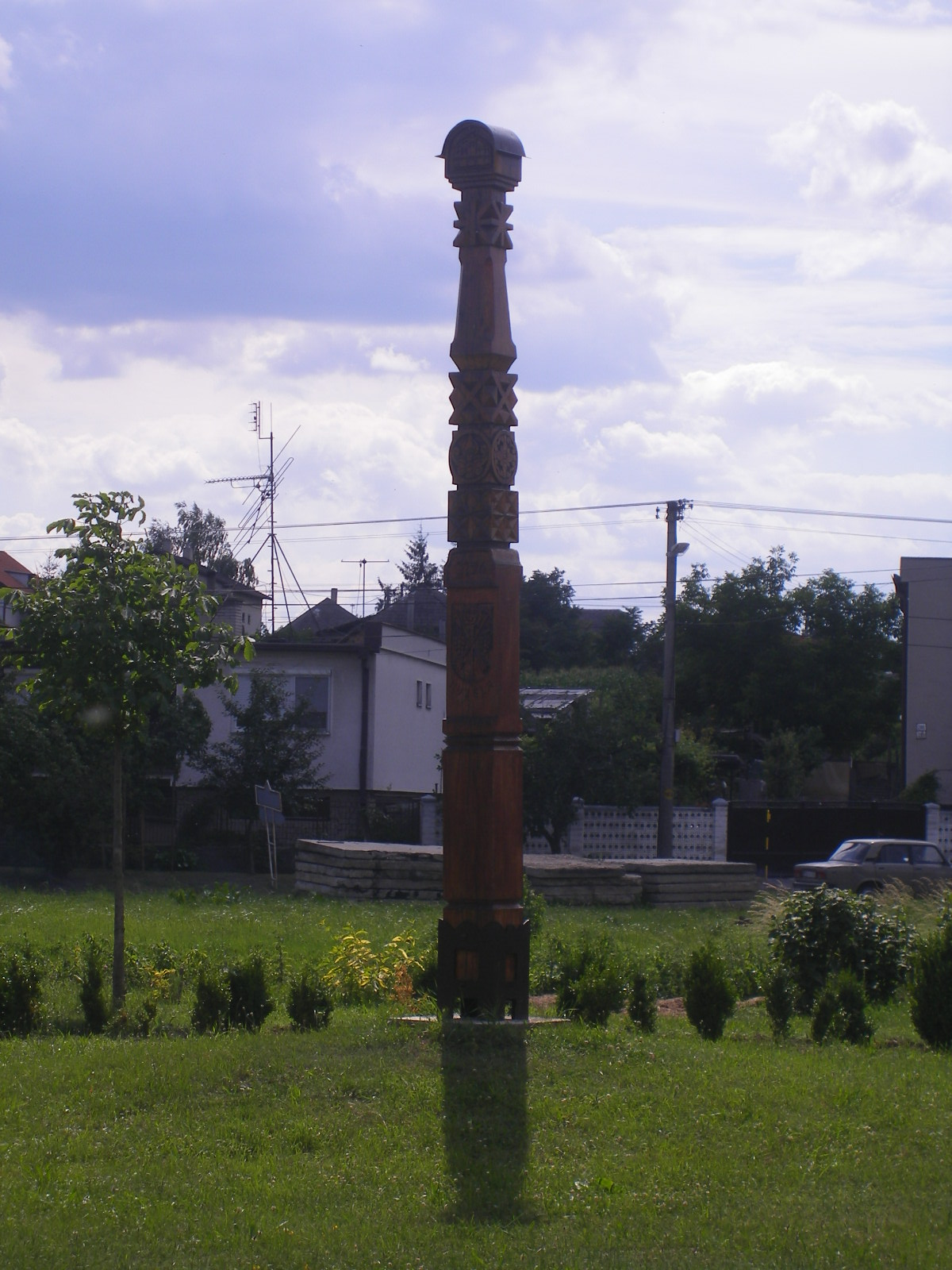
Kopjafa
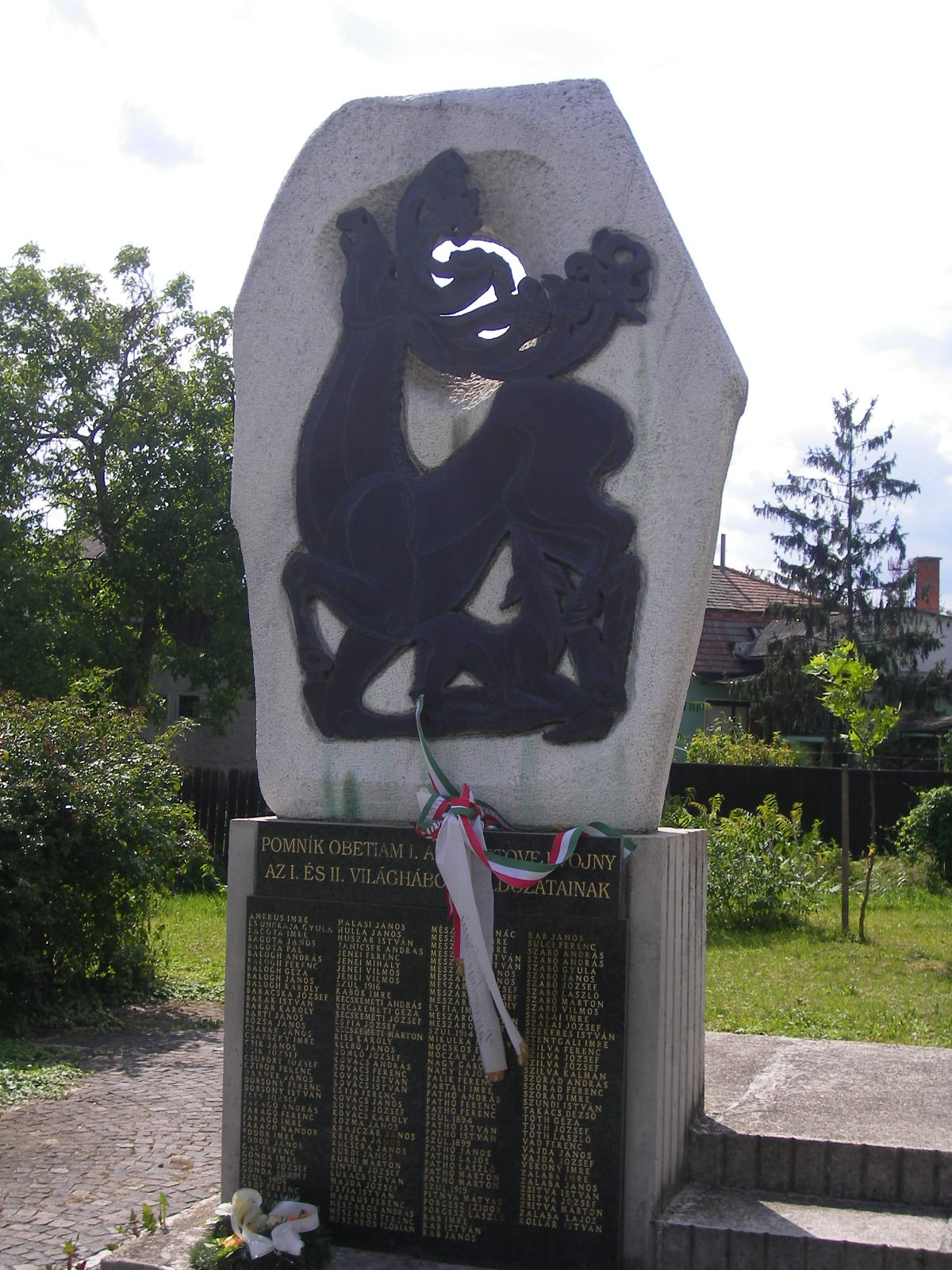
A két világháború áldozatainak emlékműve
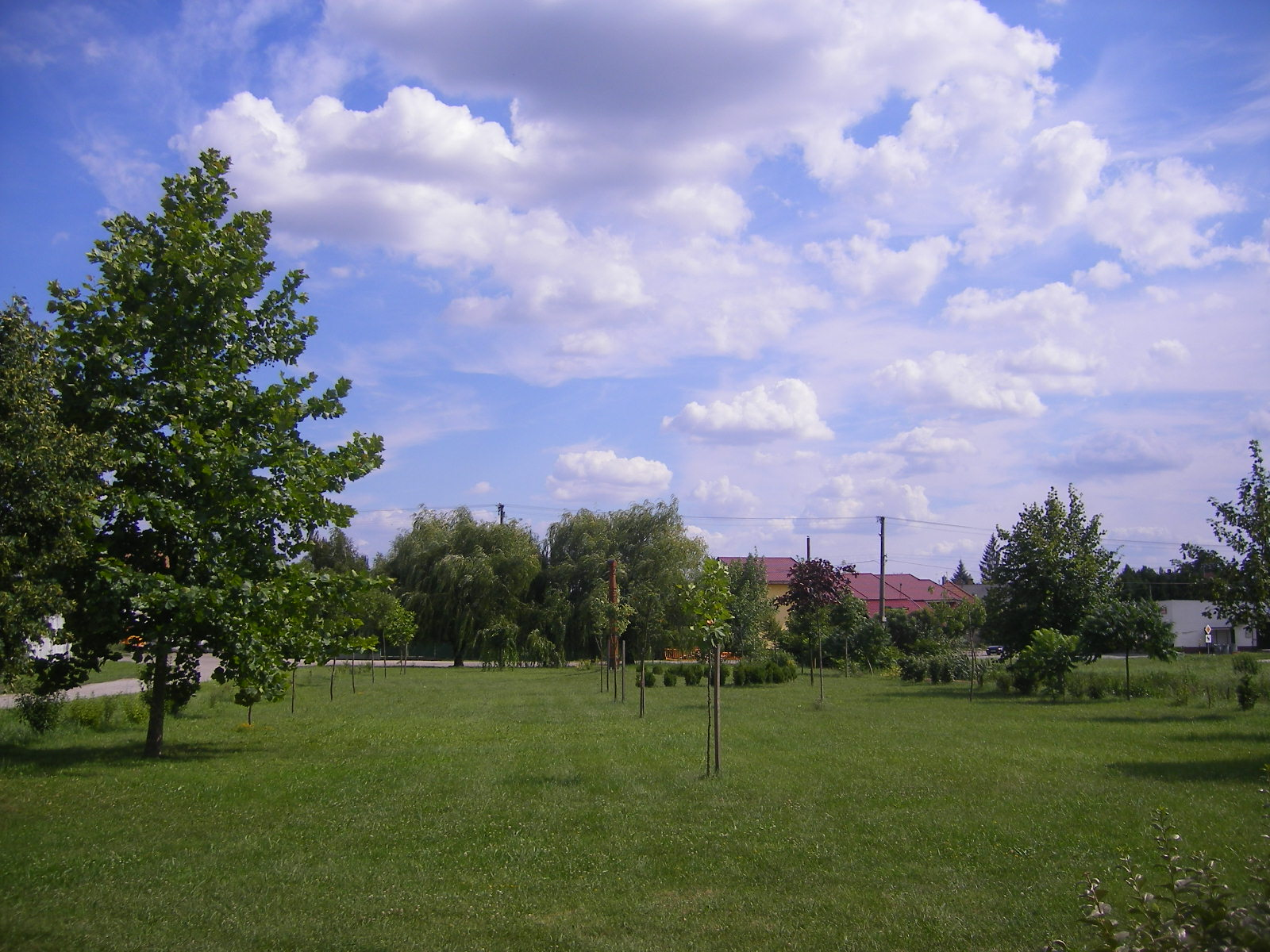
Park a község központjában
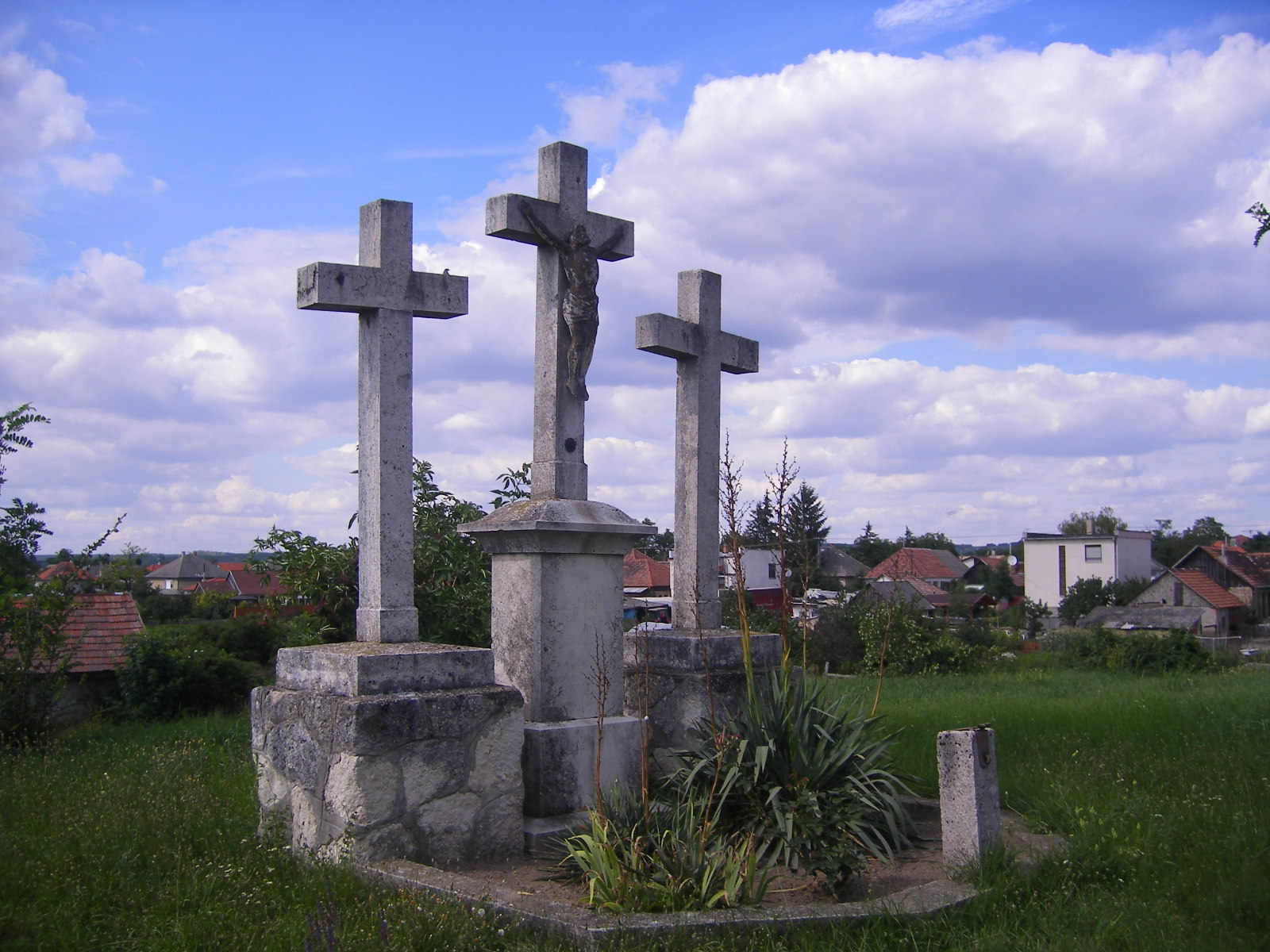
Kálvária a templom előtt
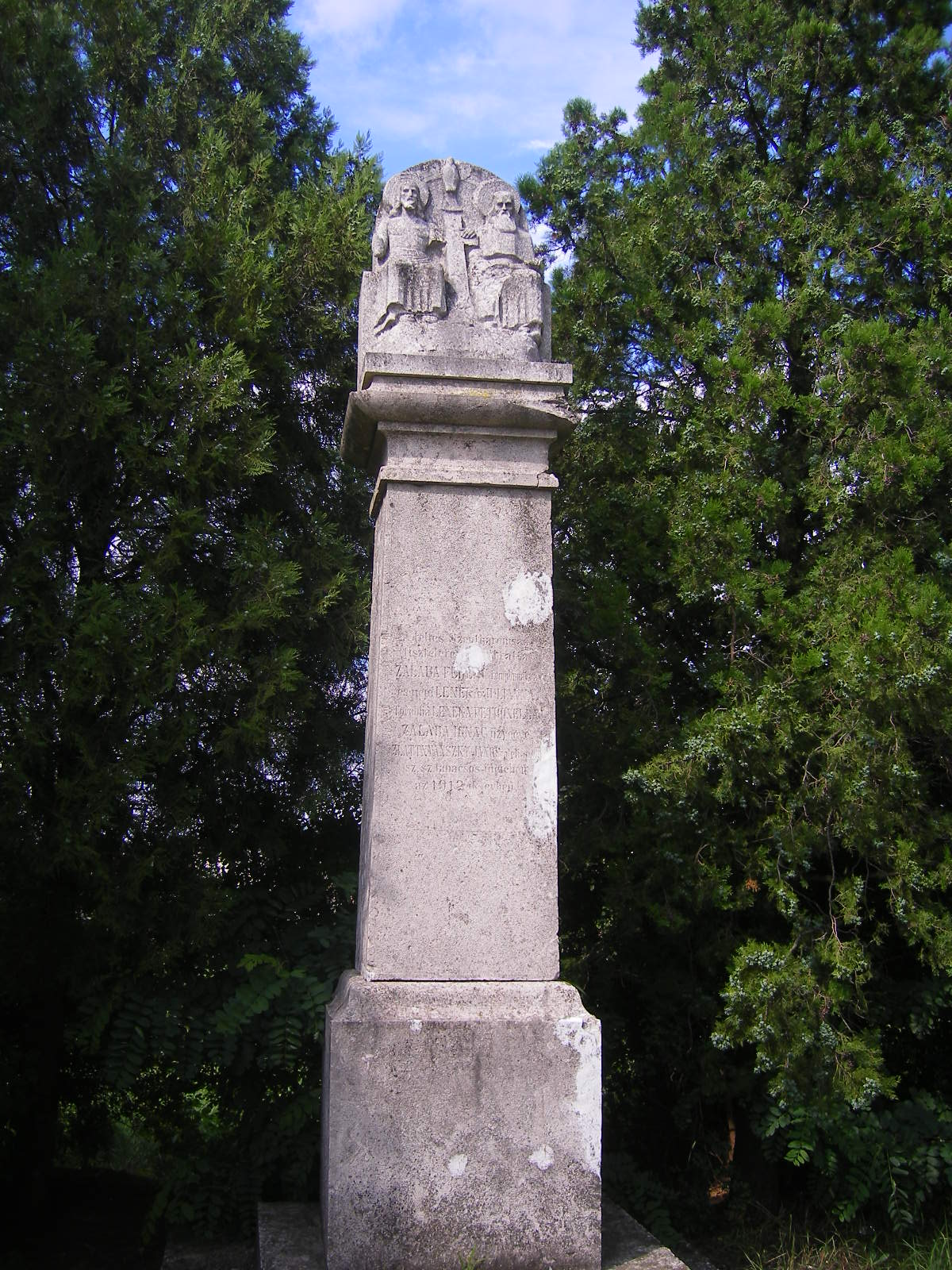
Szentháromság-szobor
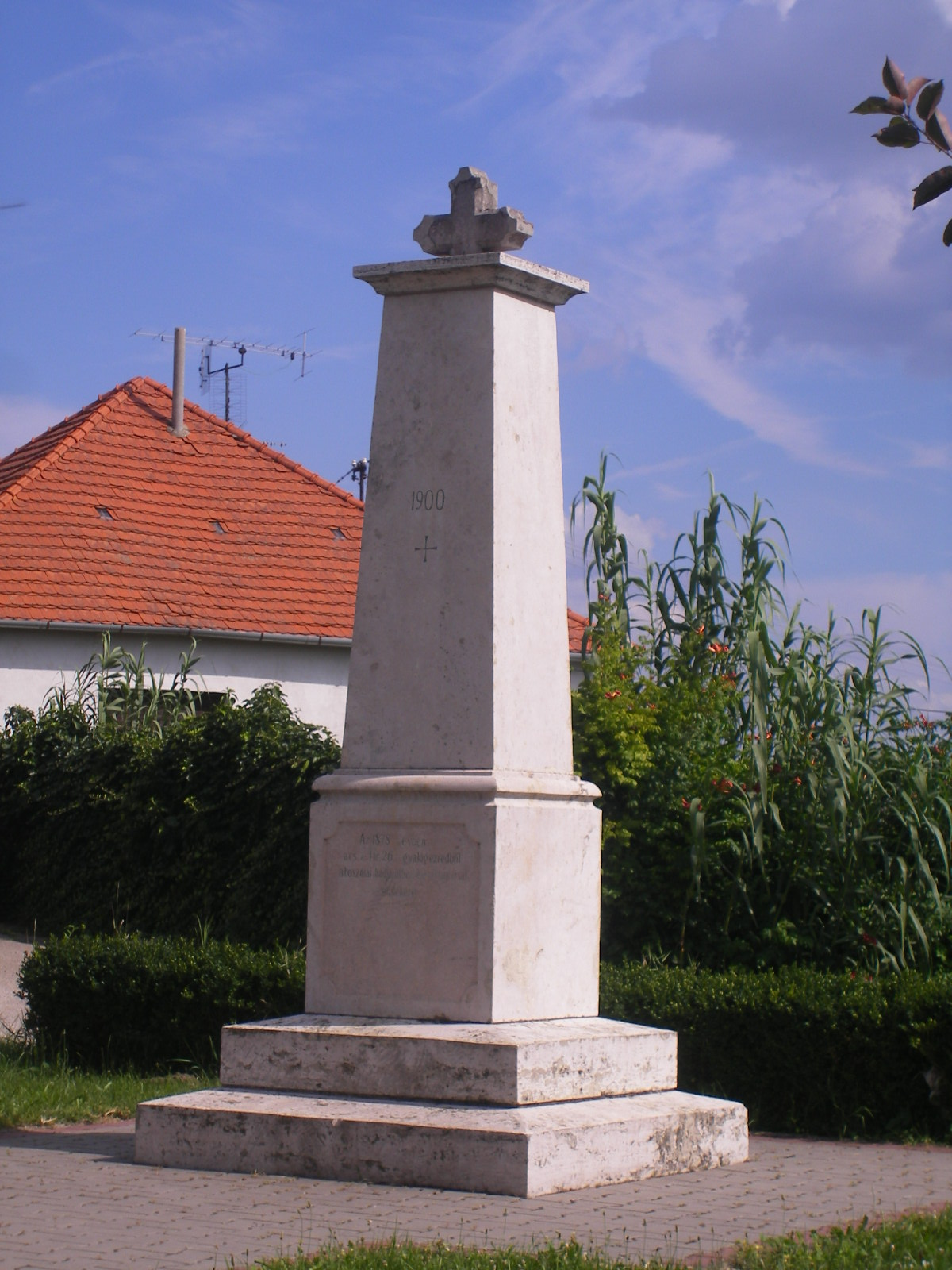
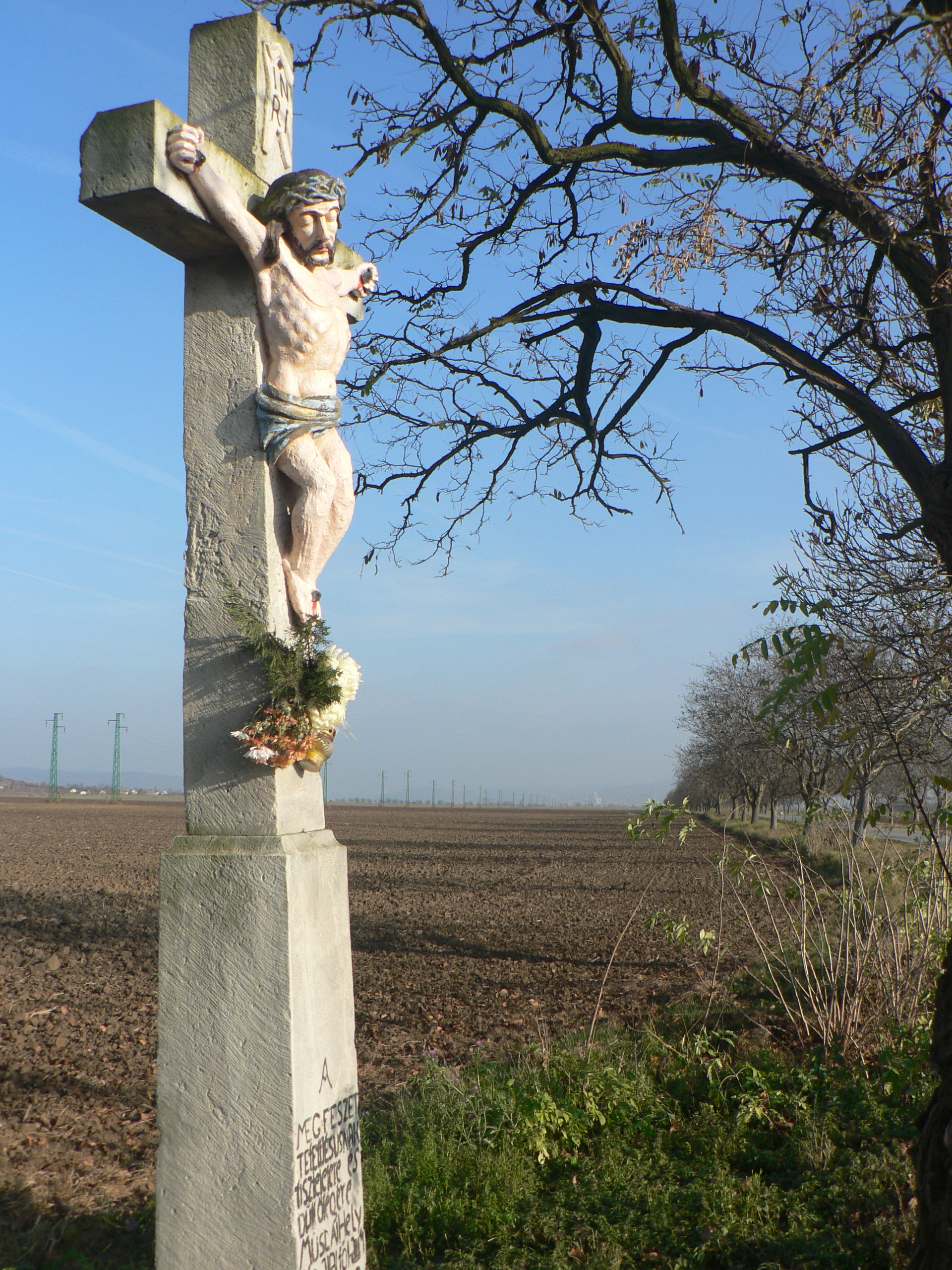
A muzslai határkereszt az 509-es út mellett...
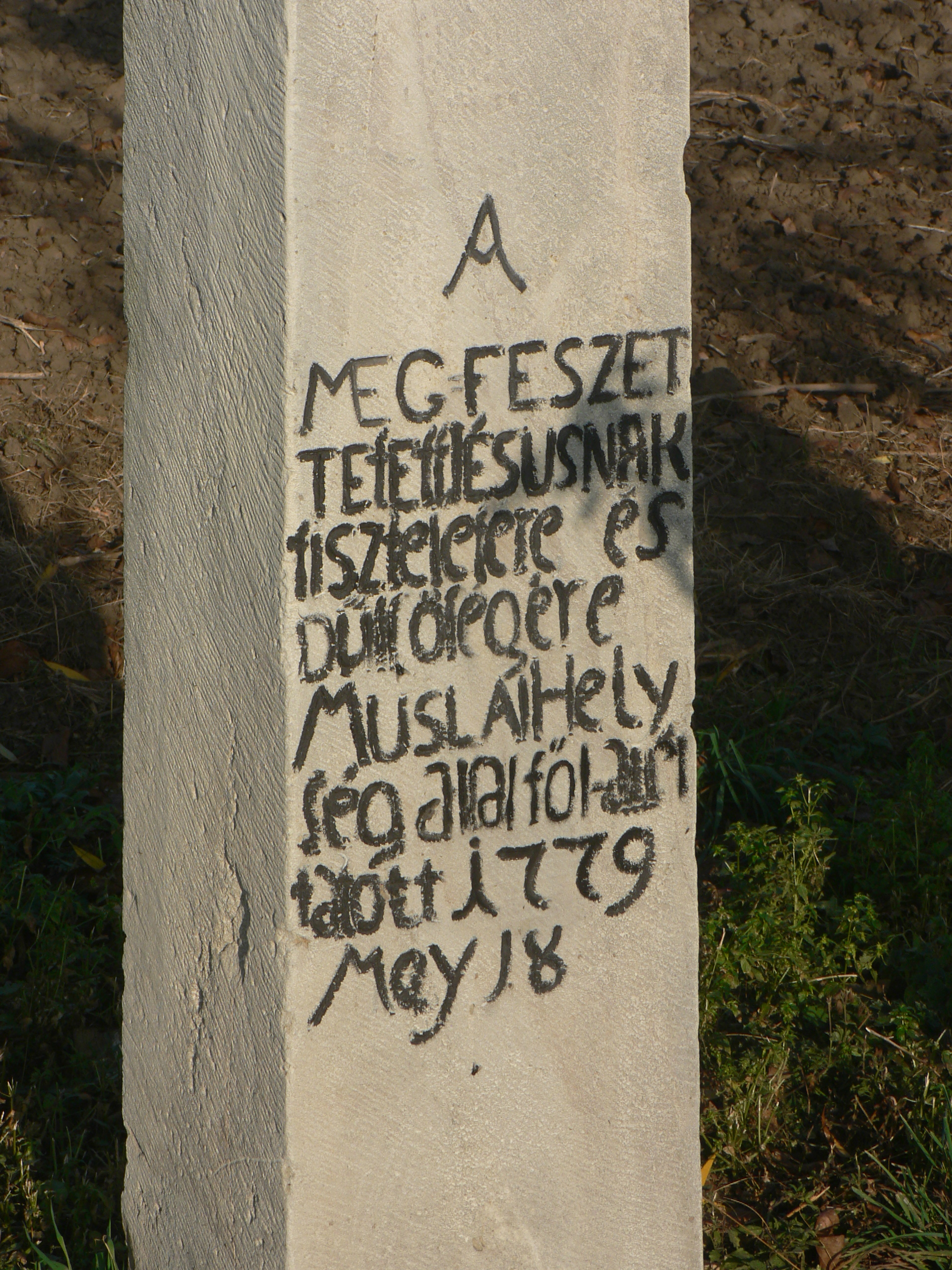
...és felirata 1779-ből
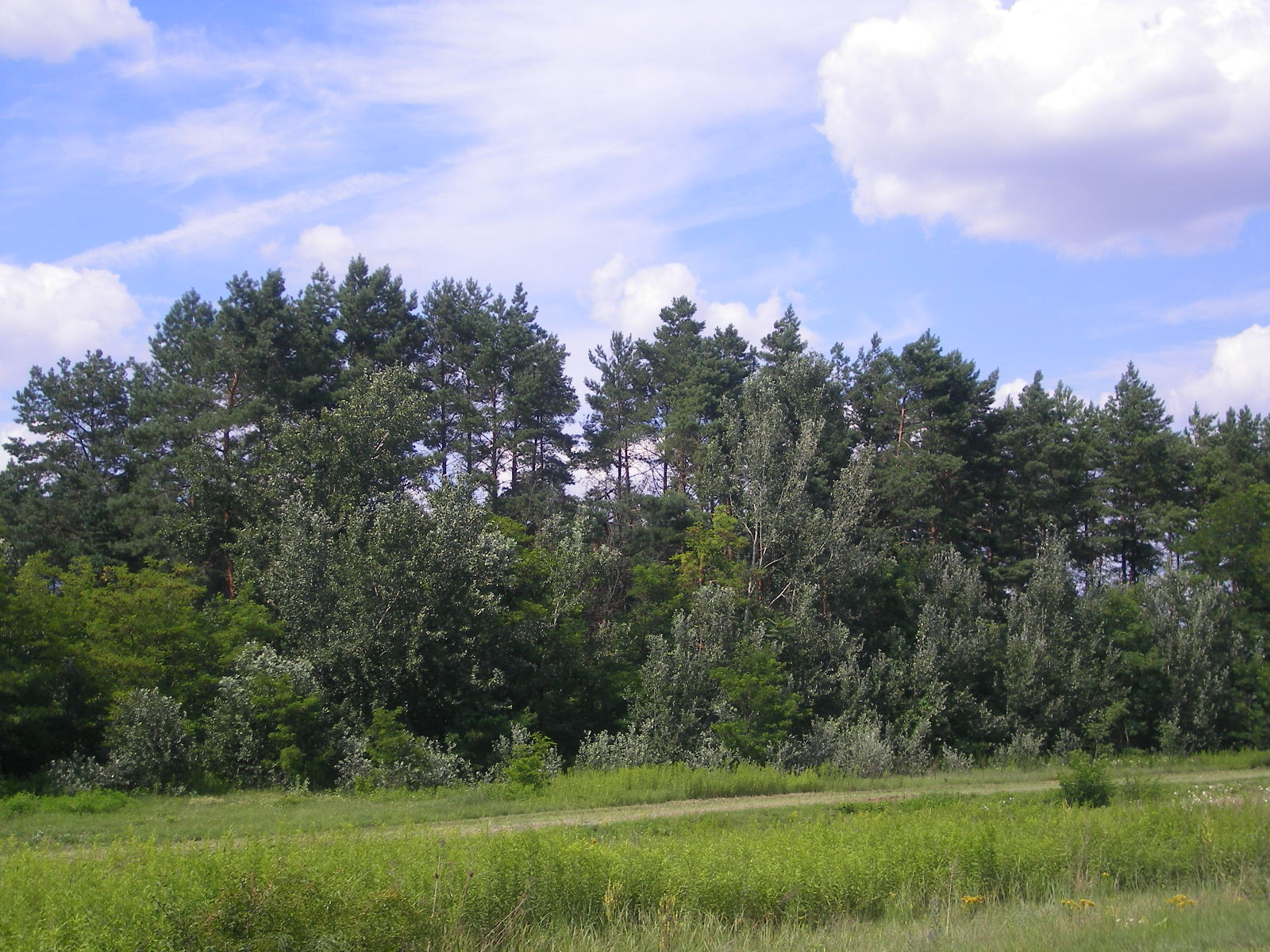
A Csenkei-erdő
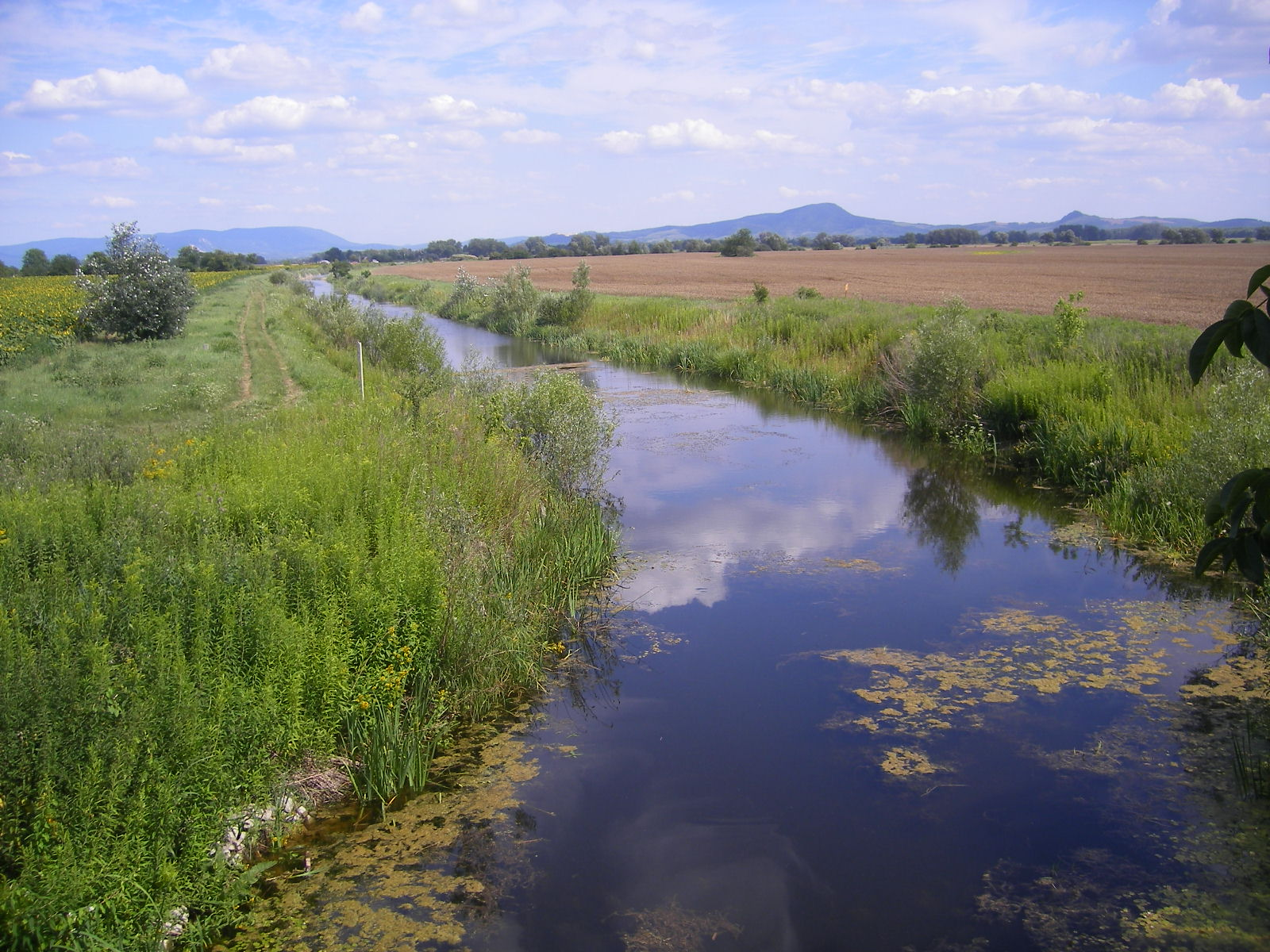
Az Ebedi-csatorna Muzsla határában
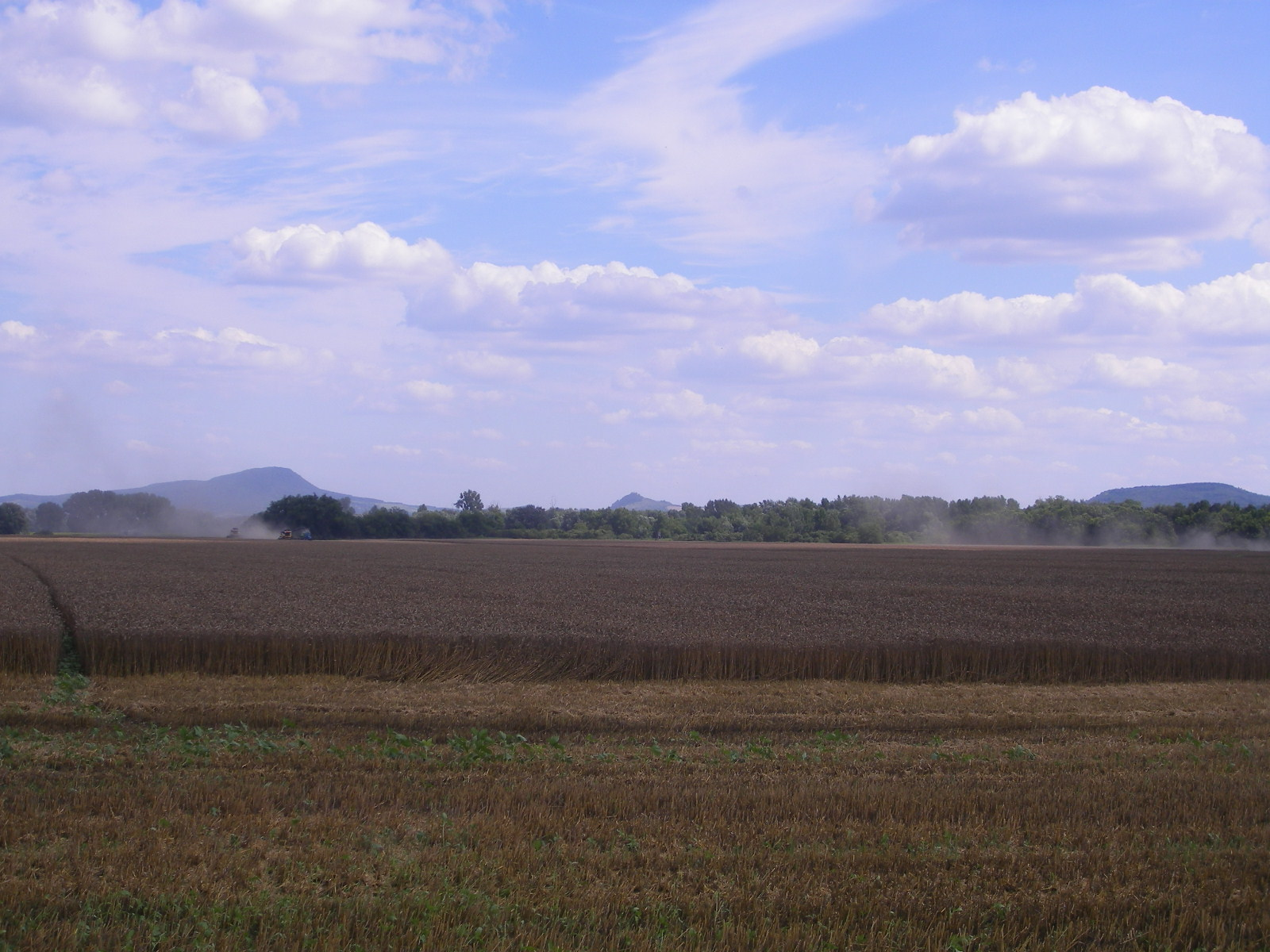
Aratás Muzsla határában